# Vérbovka (Primórie)
|  | Per a altres significats, vegeu «Vérbovka». |

Vérbovka (en rus: Вербовка) és un poble del krai de Primórie, a l'Extrem Orient de Rússia, que en el cens del 2010 tenia 61 habitants.